# ايميه مابيكا
إيميه مابيكا (بالإنجليزية: Aimé Mabika)‏ (ولد في 16 اوت 1998) لاعب كرة قدم محترف في مركز مدافع في نادي تورنتو في الدوري الامريكي لكرة القدم ومنتخب زامبيا لكرة القدم.

## روابط خارجية
- ايميه مابيكا  على سكروي